# 넷바이오스
넷바이오스(NetBIOS, Network Basic Input/Output System)는 OSI 모형의 세션 계층에 관련된 서비스들을 제공하여 개개의 컴퓨터의 애플리케이션들이 근거리 통신망을 통해 통신할 수 있게 한다.

## 역사
넷바이오스는 IBM PC 네트워크 LAN 기술을 이용한 통신 소프트웨어용 API로서 1983년 Sytek Inc에 의해 개발되었다.
1985년, IBM은 토큰링 네트워크 스킴을 전진시켰으며 넷바이오스 에뮬레이터를 만들어 PC 네트워크 상에서 넷바이오스를 인식하는 애플리케이션들이 새로운 디자인에서 동작할 수 있게 하였다. 이 에뮬레이터의 이름은 넷뷰(NetBEUI, NetBIOS Extended User Interface)였으며 기본 넷바이오스 API를 확장하면서 토큰 링의 노드 능력을 확대시켰다.

## 서비스
넷바이오스는 아래와 같은 세 개의 서비스를 제공한다:
- 이름 서비스 (NetBIOS-NS)
- 데이터그램 분배 서비스 (NetBIOS-DGM)
- 세션 서비스 (NetBIOS-SSN)

## 노드의 종류
- B-node: 0x01 브로드캐스트
- P-node: 0x02 피어 (WINS 전용)
- M-node: 0x04 혼합 (브로드캐스트 후 WINS)
- H-node: 0x08 하이브리드 (WINS 후 브로드캐스트)

## 같이 보기
- 서버 메시지 블록

## 참고 문헌
- Haugdahl, J. Scott (1990). Inside NetBIOS. Architecture Technology Corp. ISBN 99914-57-34-8
- Silberschatz, Abraham; Galvin, Peter Baer; Gagne, Greg (2004). Operating System Concepts. (7th Ed.). John Wiley & Sons. ISBN 0-471-69466-5
- Meyers, Michael (2004). "Managing and Troubleshooting Networks". McGraw-Hill. ISBN 978-0-07-225665-9
- Tamara Dean. Network+ Guide to Networks, pg. 206 (NetBEUI)